# エニスケリー
エニスケリー(英: Enniskerry, 愛: Áth na Scairbhe)は、アイルランドのウィックロー県にある村。人口は2,672人（2006年）である。アイルランド語の町の名前は「荒れた川を渡るための浅瀬」の意である。

## 地理
町は、アイルランドの東側でダブリンの約24km南のウィックロー山地の麓のグレンカレン川(Glencullen)に沿って存在している。"The Twenty-One Bends"（21のカーブ）と言われるR117号線は、街の中でダブリンへのN11号線へつながっている。ダブリンバスの185系統が村と近くの大きな町であるブレイの間を1時間で結んでいる。
アイルランドの好景気と美しい山の風景、近くにパワーズコートがあるという利点により、村には多くの観光客が訪れ、不動産市場も活況を呈している。

## 歴史

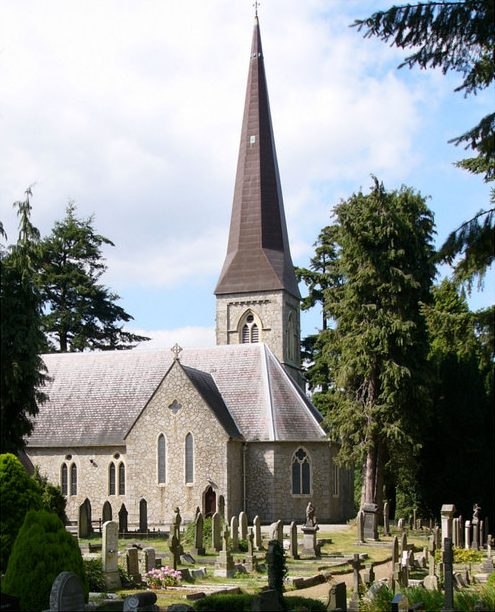
聖パトリック教会

村のプロテスタントの人々は、1859年までパワーズコートの敷地にあった教会に通っていた。第7代パワーズコート子爵マーヴィン・ウィングフィールドは村に新たな聖パトリック教会を建築し、それは2年後の1961年に完成した。パワーズコート子爵は、1869年のアイルランドの教会法の廃止後、古い教会の所有権を要求した。その結果、占有地の中の古い教会に埋葬される予定の権利を持つわずかの人々のみがこれらの権利を主張できることになった。。パワーズコート子爵は占有地内の教会墓地も閉鎖し、カートルスタウン(Curtlestown)に新たな墓地を2エーカー提供した。
パワーズコートの屋敷は建物と庭で、47エーカーを占めており、町の近くにあり観光客に人気のある施設である。広い庭は、リチャード・カースルズにより設計された18世紀のパラディオ様式の建物の庭園となっている。この建物は1974年に火災で焼失し、1996年に大規模な修復が行われるまで枠組みのみであった。

## 豆知識

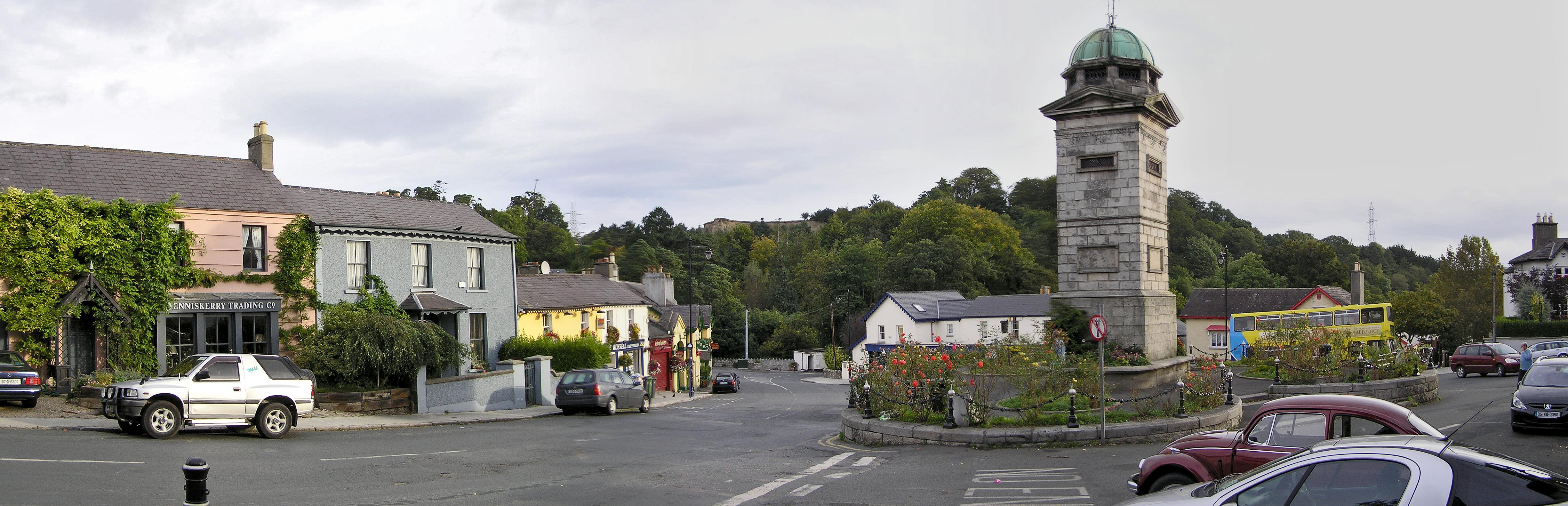
エニスケリーの村の広場

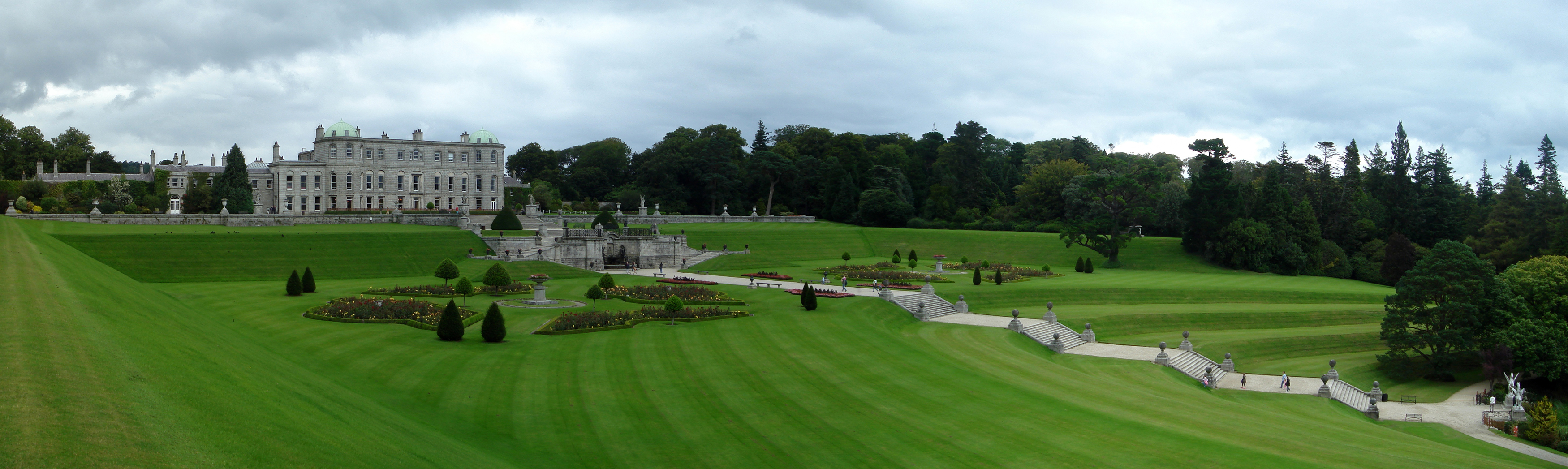
パワーズコート―屋敷とイタリア様式の庭園

- パワーズコートの屋敷は映画モンテ・クリスト伯において使用された場所である。
- ブレイとエニスケリー間の鉄道は19世紀に計画されたものである。しかし、ブレイとエニスケリー間の1つの橋の建築を除いて、計画は進捗していない。
- パワーズコートの滝は121mの高さで、アイルランドで一番の高さの滝である。
- エニスケリーは、ウィリアム・シェイクスピア原作の1944年のローレンス・オリヴィエの映画「ヘンリー5世」のいくつかのシーンで使用され、村民がその映画にエキストラとして出演した。